# The Spoils
The Spoils je sběratelská karetní hra vytvořená firmou Tenacious Games. Od ledna 2009 spadá do vlastnictví firmy Arcane Tinmen. Hra byla poprvé vypuštěna jako open beta v srpnu 2006. Oficiální uvedení do prodeje se dočkala v listopadu 2006. The Spoils byla vyvíjena od roku 2001 do roku 2006. Tým návrhářů vedl Josh Lytle, který je také známý jako návrhář sběratelské karetní hry Magi-Nation Duel. Výborný hráč hry Magic: the Gathering Pro Tour Jon Finkel byl v roce 2002 přizván do týmu návrhářů hry jako hlavní poradce.

## Uvedení do děje a světa The Spoils
Jak samotní autoři hry uvádějí, The Spoils je mj. také unikátní pohled na fantastický svět, který se odebírá příšerně špatným směrem. Stavebním kamenem hry je někdy komický, ve větší míře bizarní, černý až ošklivý humor, který hru dělá půvabnou, zábavnou a nezapomenutelnou. Hra se odehrává ve fantastickém světě, který se s tím naším příliš nepodobá. První edice hry je zasazena do období "150 let po pádu impéria Marmothoan". Následné rozšíření hry edicí nazvanou Seed Cycle se odehrává 150 let před první edicí. Pravděpodobně tedy do období průběhu pádu impéria. Další plánované herní rozšíření se mají vrátit do časového úseku první edice The Spoils. Hra The Spoils je mj. známa svými vtipnými popisky karet a originálním stylem zpracování obrázků karet.

### Pět cechů světa The Spoils
Karty, které tvoří hru, obsahují rozmanitou škálu postav, nastavení a objektů. Každá herní karta patří do jednoho z pěti cechů: Arcanist, Banker, Gearsmith, Rogue nebo Warlord. Jednotlivé cechy mají svůj unikátní vzhled a také strategie.

#### Arcanist
Přízračný cech čarodějů (viz Arcanist) věnující se nadrealitě a posedlým rituálům k vyvolání prapůvodních sil k manipulaci reality samotné. Cech čarodějů zdobí největší počet postav, které mají vlastnost utajení (viz Covert). Základním zdrojem pro čaroděje je posedlost (viz Obsession). Dokáží své protivníky donutit zahazovat karty, stejně tak jako dokáží vytvářet tokeny, které lze použít u jistých typů karet k vrácení protivníkových karet do ruky, např. karta Quotidian Ejector. Výsledkem temných rituálů čarodějů může být i manipulace s balíčkem karet pro získání konkrétních typů karet. Příkladem budiž karta Servile Centipede, která umožňuje najít si v balíku karet taktiku a tu si vzít do ruky.

#### Banker
Bankéři jsou nelítostný cech drtící své nepřátele zkorumpovaností, podplácením, byrokracií a pomocí soudů skrze najímané hlupáky. Zdrojem pro bankéře je chamtivost (viz Greed). Bankéři jsou cechem, který hodně mění vliv. Díky postavám se schopností utajení jsou ostatními téměř nezpozorováni (např. karta Concealed Goon). Bankéři také rádi lízají mnoho karet a mají karty, které dokážou přímo vyřadit protivníkovu postavu ze hry.

#### Gearsmith
Dalším z cechů světa Spoils jsou rozpustilí Gearsmithové, pro které je typické vynalézání různých vychytávek. Své nepřátele lehce překvapí arzenálem svých vynálezů všeho druhu. Základním zdrojem pro Gearsmithy je elitářství (viz Elitism). Ve hře se snaží různými cestičkami redukovat cenu tak, aby získali náskok a připravili si tak cestu k vítězství. V tomto jim napomáhá mnoho karet, příkladem může být taktika 1337! (leet!). Ovládají selektivní učení (lízání konkrétního typu karet), mají nejvyšší počet věcí (viz Item), "Micromagic token" karty s parametry 1/1/3. Vlastní také karty s uzly (Node), které jsou sice zranitelné, ale mohou být i velice silné.

#### Rogue
Cech podvodníků, který se díky svým vybroušeným smyslům pro etiku snaží uspět mnohdy i na hraně zákona. Zdrojem pro podvodníky je klamání (viz Deception). Podvodníci se snaží využívat protivníkovi odložené hromádky karet. Příkladem může být postava Pluck, která popadne protivníkovy odložené postavy, věci nebo oblasti, a použije je ve hře jako své karty. Tímto ale vlastnosti tohoto cechu nejsou zdaleka vyčerpány. Podvodníci dokážou ovládat karty, které dosud ovládal protihráč, dalším rysem jsou velice rychlé postavy, ovládání rychlosti, a příkladem krásného podvodu může být kompletní výměna karet s protihráčem pomocí karty Emergency Obfuscation.

#### Warlord
Posledním z cechů je cech krvežíznivých a brutálních Válečníků. Tento cech nezůstává svému jménu nic dlužný a své protivníky drtí obrovskou silou a zastrašováním. Základním zdrojem pro válečníky je hněv (viz Rage). Válečníci disponují silou, která ze všech cechů ve hře způsobuje největší poškození protivníkům. Vlastní také jednu z nejsilnějších karet ve hře a tou je Dragon Tank, který dokáže v každém tahu zničit jednu postavu protivníka. O tom, jak je tank silný svědčí i jeho parametry 10/10/4.

## The Spoils Tournament Experience
Od 1. srpna 2006 do října roku 2006 v průběhu uvádění The Spoils na trh firmou Tenacious Games podpořila uvedení limitovanou edicí tzv. Open Beta karet. Nástup na trh byl doprovázen více než tisícem otevřených turnajů s cenami za více než 60 000 dolarů.
V roce 2007 bylo schválené hraní na turnajích oficiálně pojmenováno jako The Spoils Tournament Experience. Celkové ceny překonaly hranici jednoho miliónu amerických dolarů.

## Edice a cykly
Do dnes jsou známé tyto edice a rozšíření hry. Beta byla limitovaná edice která byla předchůdcem pro první edici. První edice a druhá část první edice jsou později označovány jako základní množina karet, nebo také souhrnně druhá edice. Dalším navazujícím rozšířením jsou sety nazývané Seed. První ze Seedů má podtitul Children of the Lingamorph. Zatím posledním rozšíření hry je pojmenováno Seed II: Gloamspike's Revenge. Seed II rozšíření bylo uvedeno na trh 20. září 2010.
| Jméno setu                       | počet karet | Vydání        |
| -------------------------------- | ----------- | ------------- |
| Open Beta                        | 200         | Srpen 2006    |
| 1st Edition (první edice)        | 220         | Listopad 2006 |
| 1st Edition, Part 2              | 165         | Březen 2007   |
| Seed: Children of the Lingamorph | 220         | Prosinec 2007 |
| Seed II: Gloamspike’s Revenge    | 110         | Srpen 2010    |

### Oficiální stránky
- The Spoils.com Oficiální stránky hry The Spoils Official. Novinky, fórum, turnaje a obchod.
- Athena Databáze karet The Spoils.
- WoW Radio's Tutorial Video Výukové video uvádějící, že Vás naučí hru během půl hodiny.

### Další
- The Spoils.cz První české stránky o hře The Spoils. Český překlad návodu, články a zajímavosti ze světa Spoilsů.
- TeamCovenant.com Team Covenant blog věnující se propracovaným hrám. The Spoils jsou jednou z nejlepších.
- CCGDb.com : Vyhledávač for The Spoils, stejně tak jako pro ostatní sběratelské karetní hry.
- The Spoiler : Archivováno 26. 7. 2020 na Wayback Machine. Víceúčelový program pro sestavení balíčku karet a invertarizaci pro Windows a Mac.
- SpoilsInventory  Databáze karet The Spoils.